# Coopers kupp
Coopers kupp (engelsk originaltitel: The Pursuit of D. B. Cooper) är en amerikansk action-thrillerfilm från 1981 i regi av Roger Spottiswoode och med Treat Williams och Robert Duvall i huvudrollerna.

## Bakgrund
Filmens handling bygger på verkliga händelser som ägde rum den 24 november 1971 i Portland i Oregon när en okänd man som senare kommit att kallas för "D.B. Cooper" genomförde en flygplanskapning för att sedan fallskärmshoppa tillsammans med de pengar som utbetalats till honom som lösensumma. En intensiv jakt (eller letande, om han ens överlevde fallskärmshoppet) på kaparen och pengarna följde men han fångades, hittades eller identifierades aldrig.

## Rollista i urval
| Treat Williams   | – D.B. Cooper/Jim Meade |
| Robert Duvall    | – Sgt. Bill Gruen       |
| Kathryn Harrold  | – Hannah Meade          |
| Paul Gleason     | – Remson                |
| R.G. Armstrong   | – Dempsey               |
| Dorothy Fielding | – Denise                |